# Hymenocallis littoralis
Hymenocallis littoralis là một loài thực vật có hoa trong họ Amaryllidaceae. Loài này được (Jacq.) Salisb. mô tả khoa học đầu tiên năm 1812.

## Hình ảnh

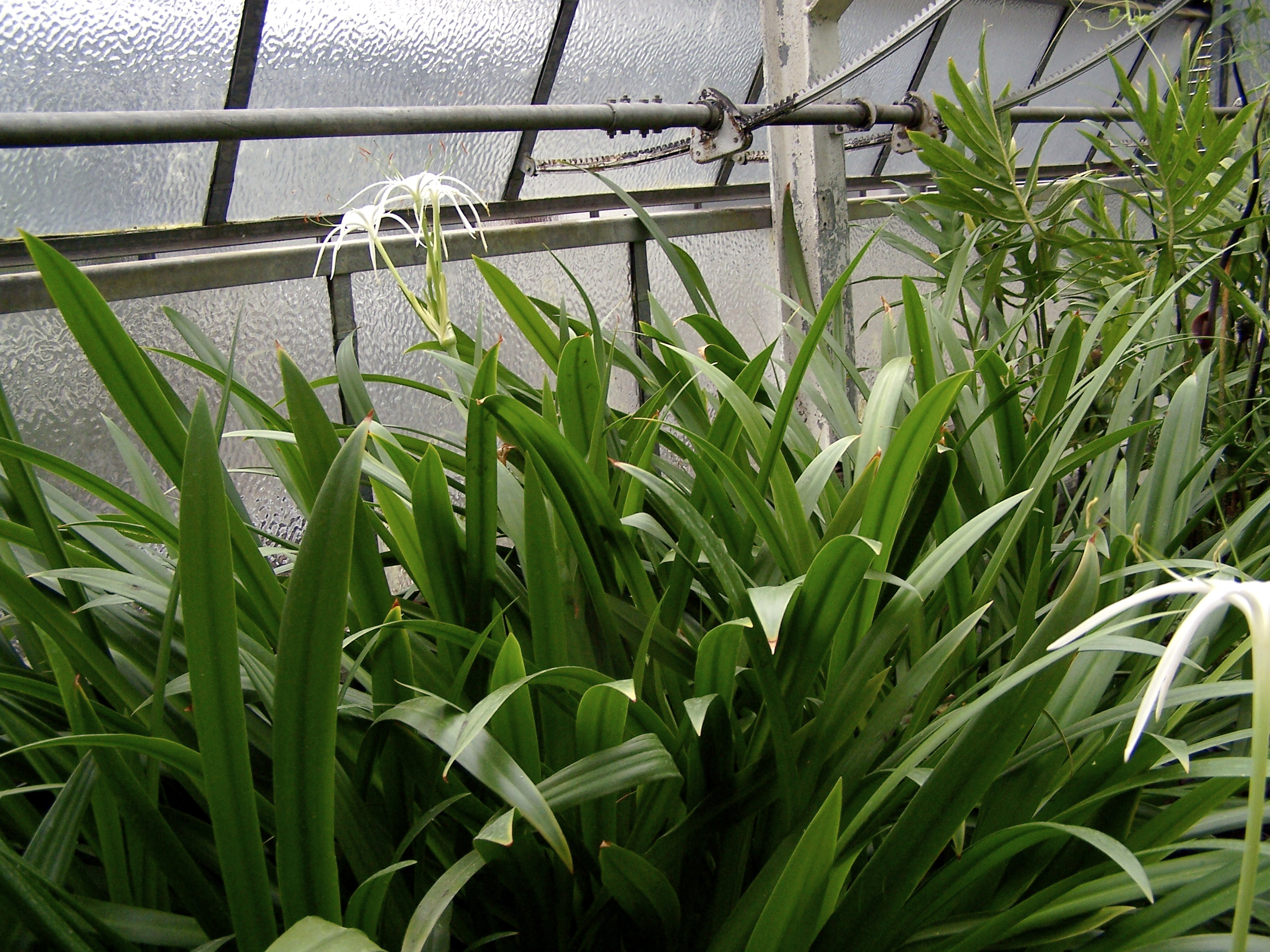
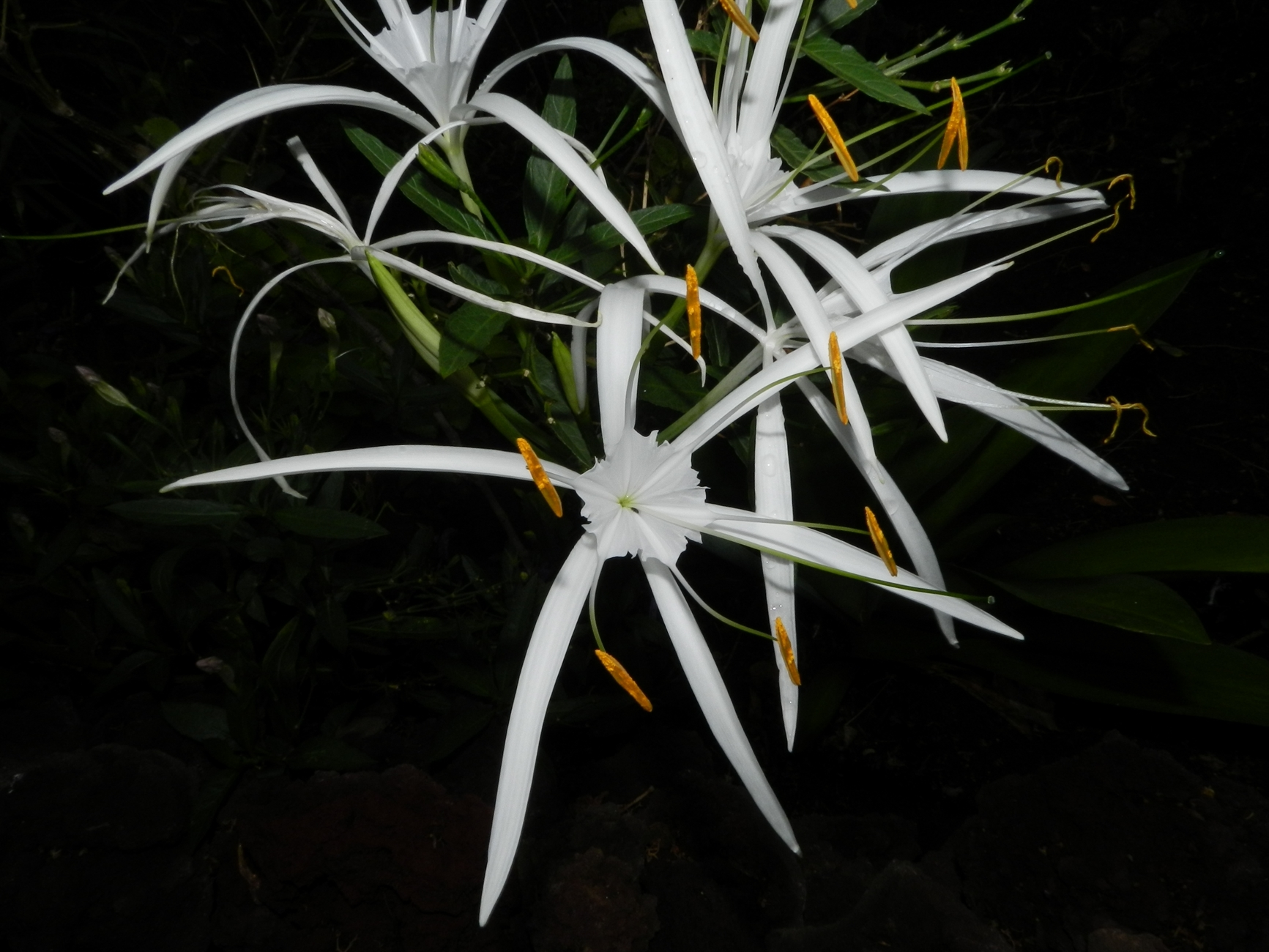
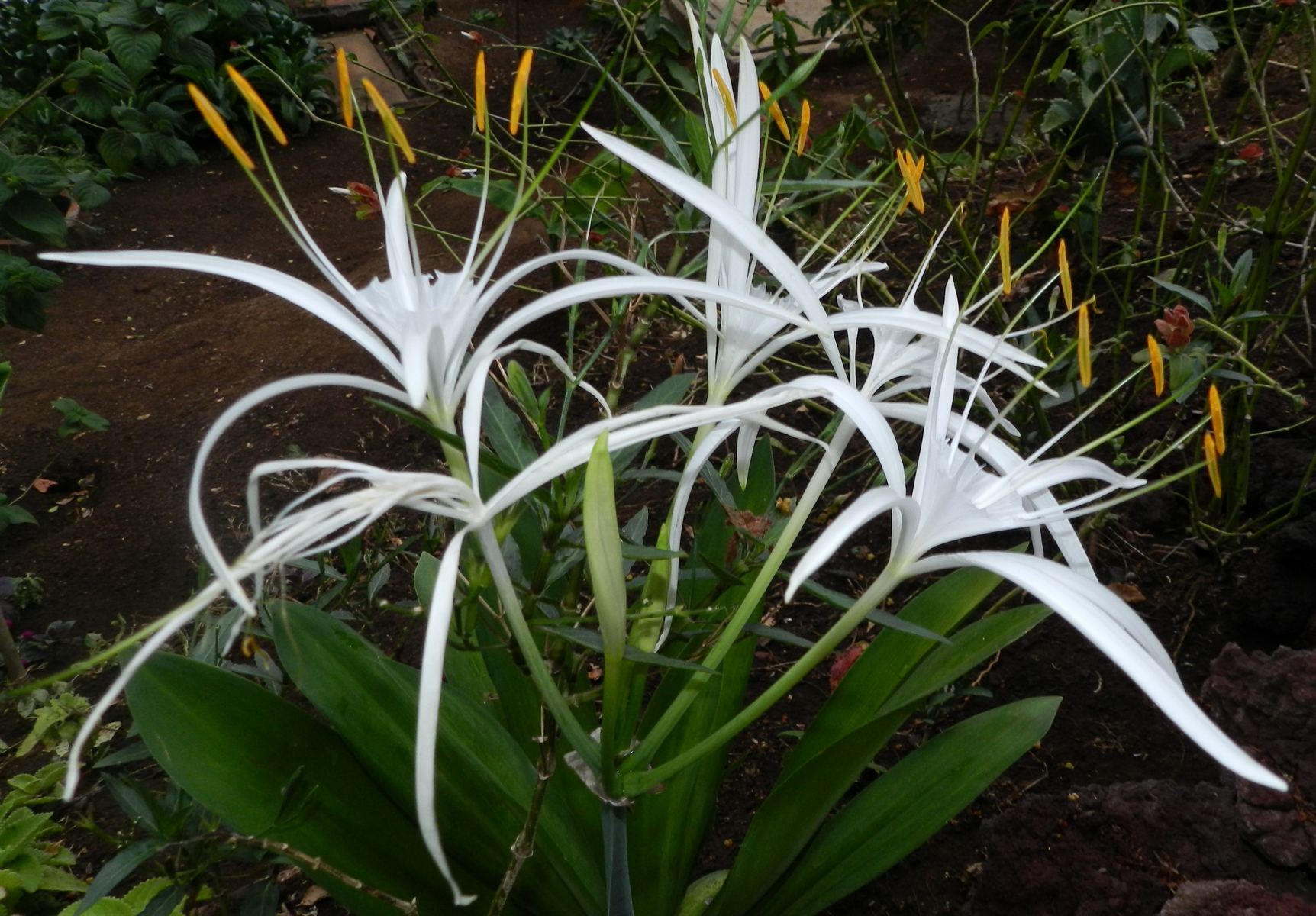
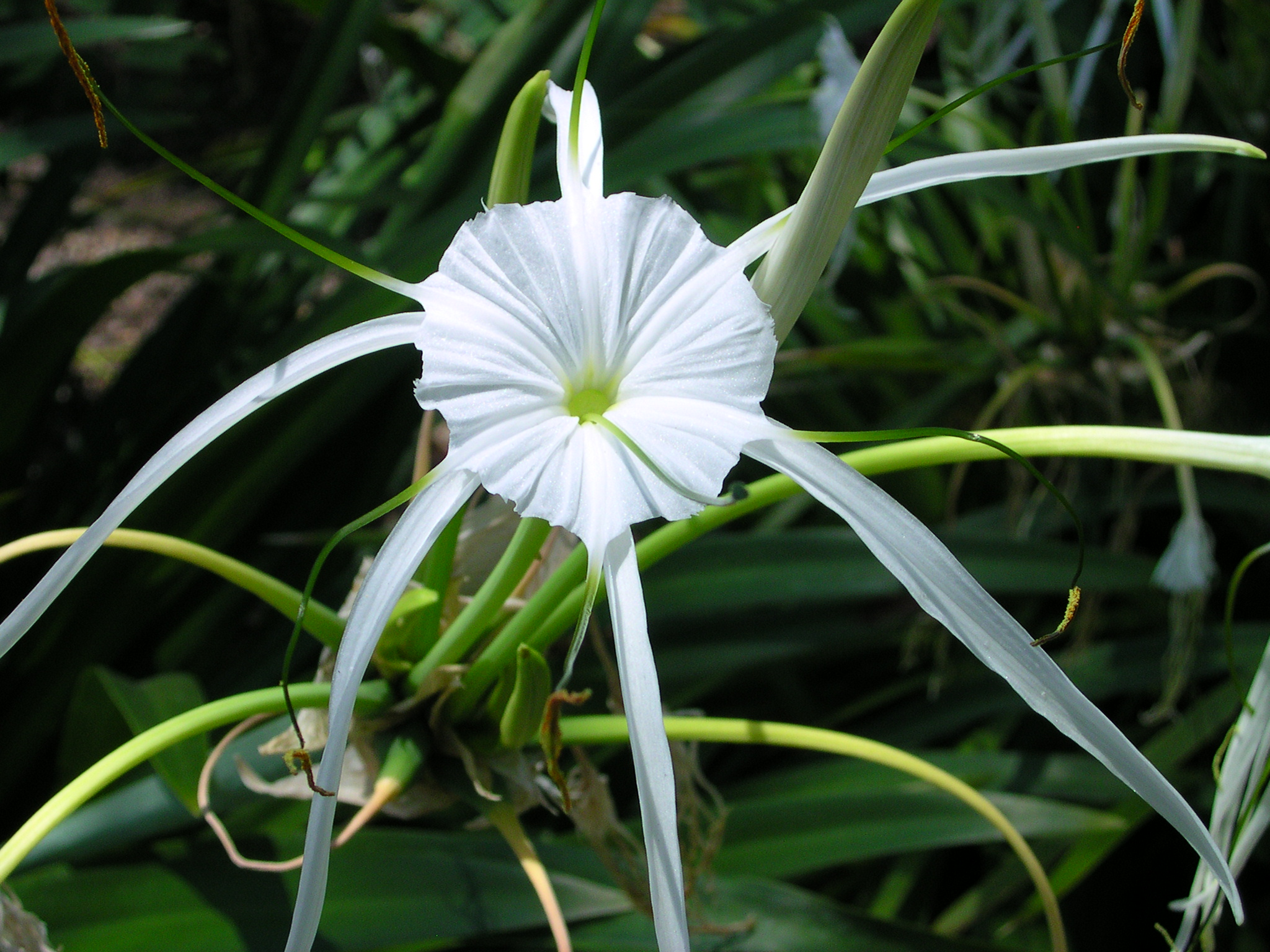